# Jeep Commander (2022)

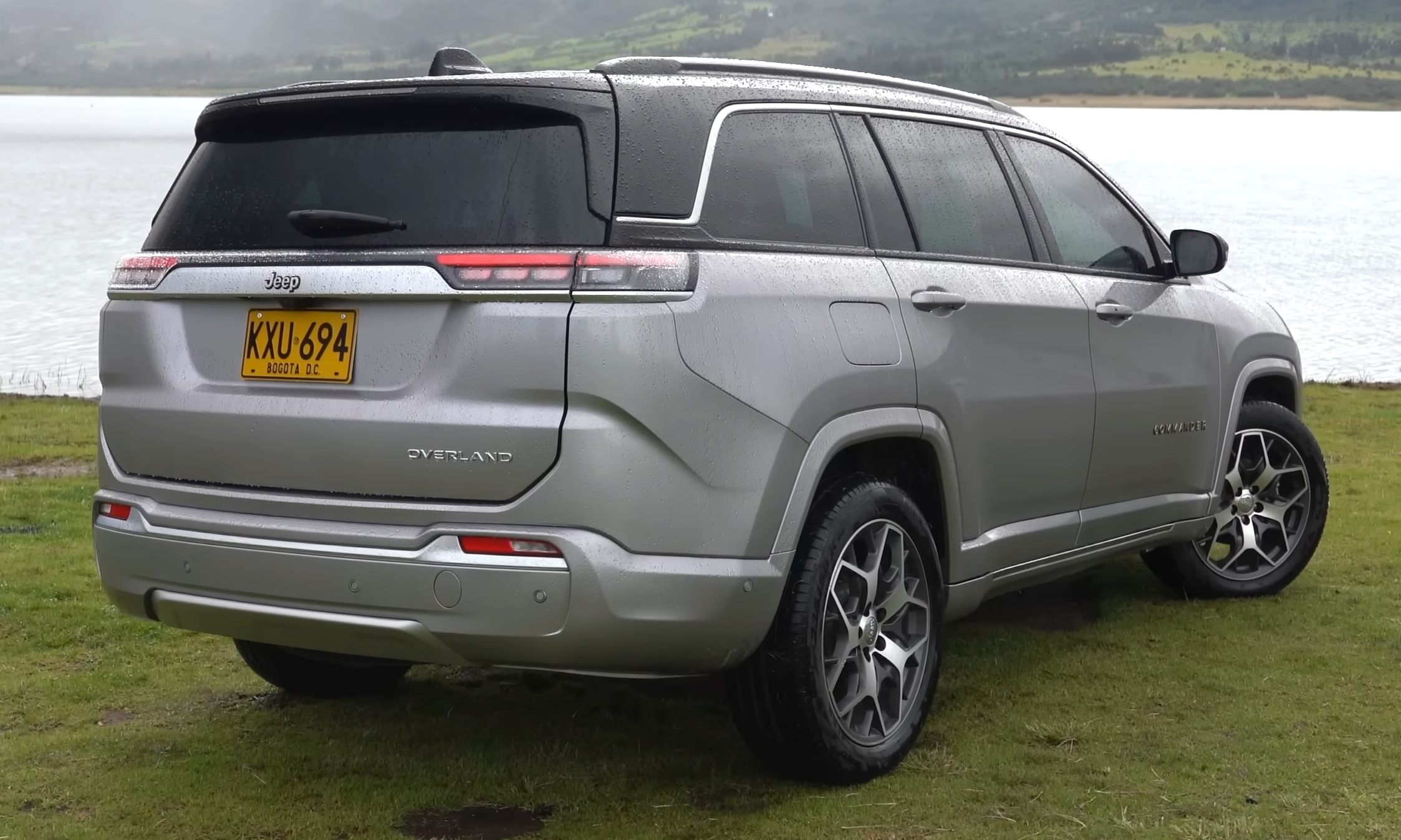
Jeep Commander Overland T270

Jeep Commander (2022) — среднеразмерный кроссовер, производимый американской компанией Chrysler (отделение Jeep).

## История
Автомобиль Jeep Commander впервые был представлен 27 августа 2021 года в Бразилии. Модель производится на базе второго поколения Jeep Compass. По словам компании Jeep, автомобиль Jeep Commander является единственным кроссовером сегмента D в Бразилии.
По сравнению с базовой моделью[какой?], автомобиль Jeep Commander удлинён на 365 мм. В Индии автомобиль называется Jeep Meridian.
Автомобиль Jeep Meridian впервые был представлен в Индии в апреле 2022 года. Серийно модель производится с 19 мая 2022 года.